# Творков, Джек
Джек Творков (англ. Jack Tworkov; 15 августа 1900 — 4 сентября 1982) — американский художник польского происхождения, абстрактный экспрессионист.

## Биография

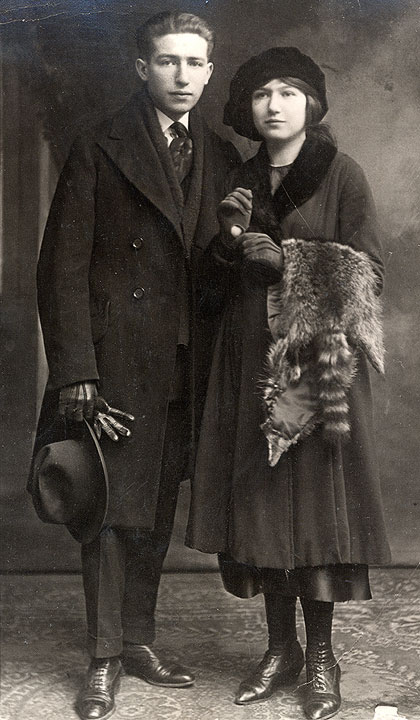
Яков и Дженис, 1921 год

Родился в 1900 году в Бяла-Подляска (Седлецкая губерния, Российская империя), в еврейской семье. Отец, Хаим Творковский, умер, когда он был ребёнком. Эмигрировал в США в 1913 году с матерью и младшей сестрой, которая позднее стала известна как Дженис Бяла. 
С намерением стать писателем, Творков учился в Колумбийском университете, но после знакомства с картинами Сезанна и Матисса в 1921, решил изучать искусство в Национальной академии дизайна и искусства лиги студентов Нью-Йорка. Во время великой депрессии Творков встретил Виллема де Кунинга, вместе с группой абстрактных экспрессионистов, включая Аршиля Горки, Марка Ротко и Джексона Поллока, осовал Нью-Йоркскую школу.
На протяжении жизни Творков преподавал в ряде учебных заведений, включая Американский университет, Black Mountain College, Queens College, Институт Пратта, Университет Миннесоты, Колумбийский университет, Йельский университет.
Творков считается одним из крупнейших художников, который наряду с Виллемом де Кунингом, Францем Клайном и Джексоном Поллоком стоит у истоков абстрактного экспрессионизма в Америке.
Творков умер в 1982 году в Провинстауне, Массачусетс. Похоронен на городском кладбище Provincetown Cemetery. Был женат на Рэйчел Володофски (Rachel Wolodofsky).

## Творчество
Карьера Творкова не началась и не закончилась абстрактным экспрессионизмом и новой нью-йоркской школой. В начале карьеры он был реалистом (ранняя живопись отражает восхищение Сезанном), эксперименты с кубизмом постепенно переходят к жестикуляционной живописи, много позднее выбрал геометрические формы минимализма. Он менял движения без усилий, но редко открывал что-то новое.
В 1935 Творков встретил Виллема де Кунинга и оставил фигуративный стиль. После войны присоединился к де Кунингу (с которым делил студию) и другим художникам, которые развивали абстрактный экспрессионизм. В начале 1950-х создал серию абстрактных картин, основанных на «Одиссее» Гомера. На протяжении 1950-х перешел к энергичным экспрессионистским мазкам кисти. К 1955 сложился зрелый стиль работы художника, построенный на бесчисленных диагональных штрихах краски, создающих мерцающие поля атмосферного цвета. Позднее на смену множеству мерцающих линий пришли широкие мазки. Эти энергичные композиции нашли завершение в сетчатых формах как в картине «Variables» (1963). Он достиг некоторого коммерческого успеха, включая выставку у Кастелли и персональную выставку, организованную Музей Уитни в 1964. Около 1963 в стиле наступают изменения. На смену картинам в духе абстрактного экспрессионизма пришла геометрическая абстракция.